# フアン・フランシスコ・トーレス
フアンフラン（Juanfran）こと、フアン・フランシスコ・トーレス・ベレン（Juan Francisco Torres Belén、 1985年1月9日 - ）は、スペイン・バレンシア州クレビジェント出身の元サッカー選手。元スペイン代表。ポジションはディフェンダー、ミッドフィールダー。

## クラブ経歴
レアル・マドリードのカンテラ出身で、2004年にプリメーラ・ディビシオン（1部）デビュー。しかしトップチームではほとんど出番がなく、2005-06シーズンはエスパニョールにレンタル移籍した。エスパニョールではコパ・デル・レイの優勝に貢献した。
2006-07シーズンよりオサスナに移籍。4年契約で、最初の2年間はレアル・マドリードが買い戻しオプションを保有していた。2009年1月18日のレアル・マドリード戦ではPKとなるべきファールを2度も受けたが、どちらも誤審によりイエローカードをもらった。ペレス・ブルイ主審に「倒れるならもう少しうまくやれ」と忠告されて退場処分を受けたが、試合後にブルイ主審は誤審を認めた。
2011年1月、移籍金500万ユーロでアトレティコ・マドリードへ移籍した。当初はスタメン出場は少なく構想外になりかけたが、ディエゴ・シメオネ監督が就任してからは右サイドバックにコンバートされ、2012-13シーズンは35試合に先発出場した。
2017-18シーズンの第7節CDレガネス戦でアトレティコ・マドリード通算300試合出場を果たした。2018年6月22日にはクラブとの契約を2018-19シーズン終了まで延長した。
2019年5月23日、契約満了を迎えるにあたり、このクラブを退団することがクラブより発表された。また、アトレティコ・マドリードでは公式戦355試合6ゴールを記録し、2度のヨーロッパリーグ制覇を成し遂げた。
2019年8月3日、ブラジルのセリエA・サンパウロFCへ1年契約で加入することが発表された。

## 代表経歴
ワールドユース選手権にはスペイン代表として2003年のUAE大会と2005年のオランダ大会に出場。UAE大会ではチームの準優勝に貢献。その後はU-21スペイン代表へ着実にステップアップしている。2012年5月26日のセルビアとの親善試合でフル代表デビューを果たした。
2012年怪我で離脱したカルレス・プジョルの代役としてUEFA EURO 2012のエントリーメンバー23人に選出され、スペインの連覇に貢献した。2013年11月16日の赤道ギニアとの親善試合で得点を挙げたが、後にFIFAによって試合自体が無効扱いされたため代表初得点は認められなかった。
2014 FIFAワールドカップではオーストラリア戦でダビド・ビジャのゴールをアシストした。
2016年UEFA EURO 2016に出場した。

## 個人成績

### クラブでの成績
2019年5月31日現在
| クラブ                   | シーズン     | 背番号       | リーグ       | リーグ | リーグ | コパ・デル・レイ | コパ・デル・レイ | UEFA | UEFA | 通算 | 通算 |
| クラブ                   | シーズン     | 背番号       | ディビジョン | 出場   | 得点   | 出場             | 得点             | 出場 | 得点 | 出場 | 得点 |
| ------------------------ | ------------ | ------------ | ------------ | ------ | ------ | ---------------- | ---------------- | ---- | ---- | ---- | ---- |
| レアル・マドリード       | 2003-04      | 34           | ラ・リーガ   | 5      | 0      | 3                | 0                | 0    | 0    | 8    | 0    |
| レアル・マドリード       | 2004-05      | 32           | ラ・リーガ   | 1      | 0      | 2                | 0                | 0    | 0    | 3    | 0    |
| レアル・マドリード       | 通算         | 通算         | 通算         | 6      | 0      | 5                | 0                | 0    | 0    | 11   | 0    |
| エスパニョール           | 2005-06      | 17           | ラ・リーガ   | 30     | 1      | 6                | 0                | 0    | 0    | 36   | 1    |
| エスパニョール           | 通算         | 通算         | 通算         | 30     | 1      | 6                | 0                | 0    | 0    | 36   | 1    |
| オサスナ                 | 2006-07      | 12           | ラ・リーガ   | 28     | 2      | 4                | 0                | 0    | 0    | 32   | 2    |
| オサスナ                 | 2007-08      | 12           | ラ・リーガ   | 34     | 3      | 2                | 0                | 0    | 0    | 36   | 3    |
| オサスナ                 | 2008-09      | 12           | ラ・リーガ   | 35     | 2      | 1                | 0                | 0    | 0    | 36   | 2    |
| オサスナ                 | 2009-10      | 12           | ラ・リーガ   | 33     | 4      | 3                | 0                | 0    | 0    | 36   | 4    |
| オサスナ                 | 2010-11      | 12           | ラ・リーガ   | 18     | 1      | 0                | 0                | 0    | 0    | 18   | 1    |
| オサスナ                 | 通算         | 通算         | 通算         | 148    | 12     | 10               | 0                | 0    | 0    | 158  | 12   |
| アトレティコ・マドリード | 2010-11      | 20           | ラ・リーガ   | 15     | 1      | 2                | 0                | 0    | 0    | 17   | 1    |
| アトレティコ・マドリード | 2011-12      | 20           | ラ・リーガ   | 26     | 0      | 2                | 0                | 16   | 1    | 44   | 1    |
| アトレティコ・マドリード | 2012-13      | 20           | ラ・リーガ   | 35     | 1      | 6                | 0                | 4    | 0    | 45   | 1    |
| アトレティコ・マドリード | 2013-14      | 20           | ラ・リーガ   | 35     | 0      | 8                | 0                | 12   | 0    | 55   | 0    |
| アトレティコ・マドリード | 2014-15      | 20           | ラ・リーガ   | 35     | 0      | 5                | 0                | 10   | 0    | 50   | 0    |
| アトレティコ・マドリード | 2015-16      | 20           | ラ・リーガ   | 35     | 1      | 1                | 0                | 12   | 0    | 48   | 1    |
| アトレティコ・マドリード | 2016-17      | 20           | ラ・リーガ   | 23     | 0      | 7                | 2                | 6    | 0    | 36   | 2    |
| アトレティコ・マドリード | 2017-18      | 20           | ラ・リーガ   | 17     | 0      | 3                | 0                | 10   | 0    | 30   | 0    |
| アトレティコ・マドリード | 2018-19      | 20           | ラ・リーガ   | 22     | 0      | 2                | 0                | 6    | 0    | 30   | 0    |
| アトレティコ・マドリード | 通算         | 通算         | 通算         | 243    | 3      | 36               | 2                | 76   | 1    | 355  | 6    |
| キャリア通算             | キャリア通算 | キャリア通算 | キャリア通算 | 427    | 16     | 57               | 2                | 76   | 1    | 560  | 19   |

## 代表歴

### 出場大会
- スペイン代表
  - 2012年 - UEFA EURO 2012（優勝）
  - 2014年 - 2014 FIFAワールドカップ（グループリーグ敗退）
  - 2016年 - UEFA EURO 2016（ベスト 16）

### 試合数
- 国際Aマッチ 22試合 1得点（2012年-2016年）[9][10]

| スペイン代表 | 国際Aマッチ | 国際Aマッチ |
| 年           | 出場        | 得点        |
| ------------ | ----------- | ----------- |
| 2012         | 5           | 0           |
| 2013         | 2           | 1           |
| 2014         | 5           | 0           |
| 2015         | 4           | 0           |
| 2016         | 6           | 0           |
| 通算         | 22          | 1           |

### 得点
出典
| #  | 日時           | 場所   | 対戦相手   | スコア | 最終結果 | 大会     |
| -- | -------------- | ------ | ---------- | ------ | -------- | -------- |
| 1. | 2013年11月16日 | マラボ | 赤道ギニア | 2-1    | 2-1      | 親善試合 |

## タイトル

### クラブ
RCDエスパニョール
- コパ・デル・レイ : 2005-06

アトレティコ・マドリード
- プリメーラ・ディビシオン : 2013-14
- コパ・デル・レイ : 2012-13
- スーペルコパ・デ・エスパーニャ : 2014
- UEFAヨーロッパリーグ : 2011-12, 2017-18
- UEFAスーパーカップ : 2012, 2018

### 代表
- UEFA U-19欧州選手権 : 2004
- UEFA欧州選手権 : 2012